# Lieja-Bastogne-Lieja 1984
La Lieja-Bastogne-Lieja 1984 fou la 70a edició de la clàssica ciclista Lieja-Bastogne-Lieja. La cursa es va disputar el diumenge 15 d'abril de 1984, sobre un recorregut de 246,7 km.
El vencedor final fou l'irlandès Sean Kelly, per davant de Phil Anderson i Greg LeMond.

## Classificació general
|    | Ciclista           | Equip                           | Temps      |
| -- | ------------------ | ------------------------------- | ---------- |
| 1  | Sean Kelly         | Skil-Sem                        | 6h 47' 31" |
| 2  | Phil Anderson      | Panasonic-Raleigh               | m. t.      |
| 3  | Greg LeMond        | Renault-Elf                     | m. t.      |
| 4  | Steven Rooks       | Panasonic-Raleigh               | m. t.      |
| 5  | Acácio da Silva    | Malvor-Bottecchia-Vaporella     | m. t.      |
| 6  | Marc Madiot        | Renault-Elf                     | m. t.      |
| 7  | Claude Criquielion | Splendor-Mondial Moquettes-Marc | + 3"       |
| 8  | Laurent Fignon     | Renault-Elf                     | m. t.      |
| 9  | Joop Zoetemelk     | Kwantum Hallen-Yoko             | m. t.      |
| 10 | Pascal Jules       | Renault-Elf                     | + 1'42"    |